# 79 Ceti
79 Ceti, som är stjärnans Flamsteed-beteckning, eller HD 16141, är en ensam stjärna belägen i den norra delen av stjärnbilden Valfisken. Den har en  skenbar magnitud på 6,83 och kräver åtminstone en handkikare för att kunna observeras. Baserat på parallaxmätning inom Hipparcosuppdraget på ca 26,4 mas, beräknas den befinna sig på ett avstånd på ca 123 ljusår (ca 38 parsek) från solen. Den rör sig närmare solen med en heliocentrisk radialhastighet på ca -51 km/s.

## Egenskaper
79 Ceti är en gul till vit underjättestjärna av spektralklass G8 IV, som anger att den har förbrukat förrådet av väte i dess kärna och börjat utvecklas bort från huvudserien. Så småningom kommer de yttre lagren av stjärnan att expandera och svalna och stjärnan blir en röd jätte. Tidigare hade Harlan (1974) tilldelat den spektralklass G2 V, matchande en vanlig G-typ huvudseriestjärna som har fusion av väte i dess kärna. 
Den har en massa som är ungefär lika med en solmassa, en radie som är ca 1,5 solradier och utsänder från dess fotosfär omkring dubbelt så mycket  energi som solen vid en effektiv temperatur av ca 5 800 K.

### Planetsystem
Den 29 mars 2000 tillkännagavs en planet som kretsar kring 79 Ceti, upptäckt genom metoden med mätning av radiell hastighet. Detta objekt, kallat 79 Ceti b, har minst 0,26 gånger Jupiters massa och kretsar runt värdstjärnan med en period av 75,5 dygn och en excentricitet av 0,222.